# 로버트 채핀

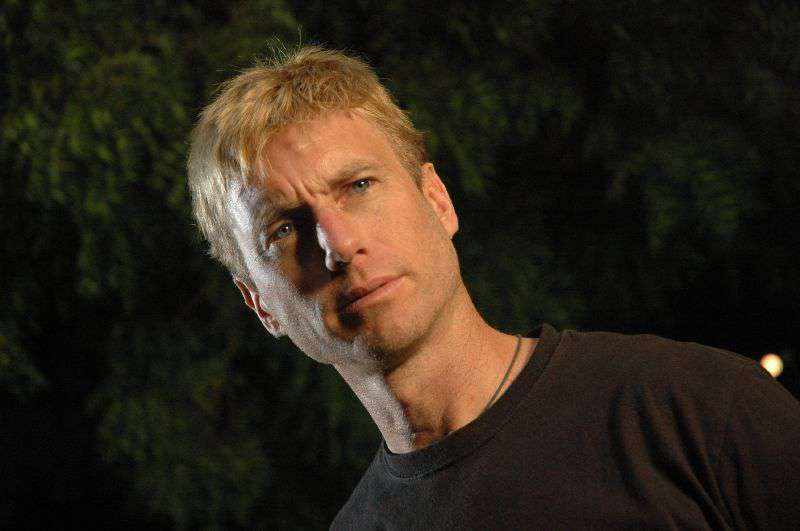

로버트 채핀(Robert Chapin, 1964년 4월 3일 ~ )은 미국의 각본가, 배우, 텔레비전 배우, 스턴트 배우이다.
마이애미에서 태어났다.

## 영화
- 신밧드: 배틀 오브 더 다크 나잇 (1998년)
- 드래곤 퓨리 2 (1996년)
- 드래곤 퓨리 (1995년)
- 링 오브 스틸 (1994년)